# 簸箕李灌区
簸箕李灌区是中国山东省惠民的一个灌区，其水源为黄河。灌区设计面积73.3万亩，实际面积为50.3万亩，进水闸设计流量为75立方米每秒。